# Campo santo

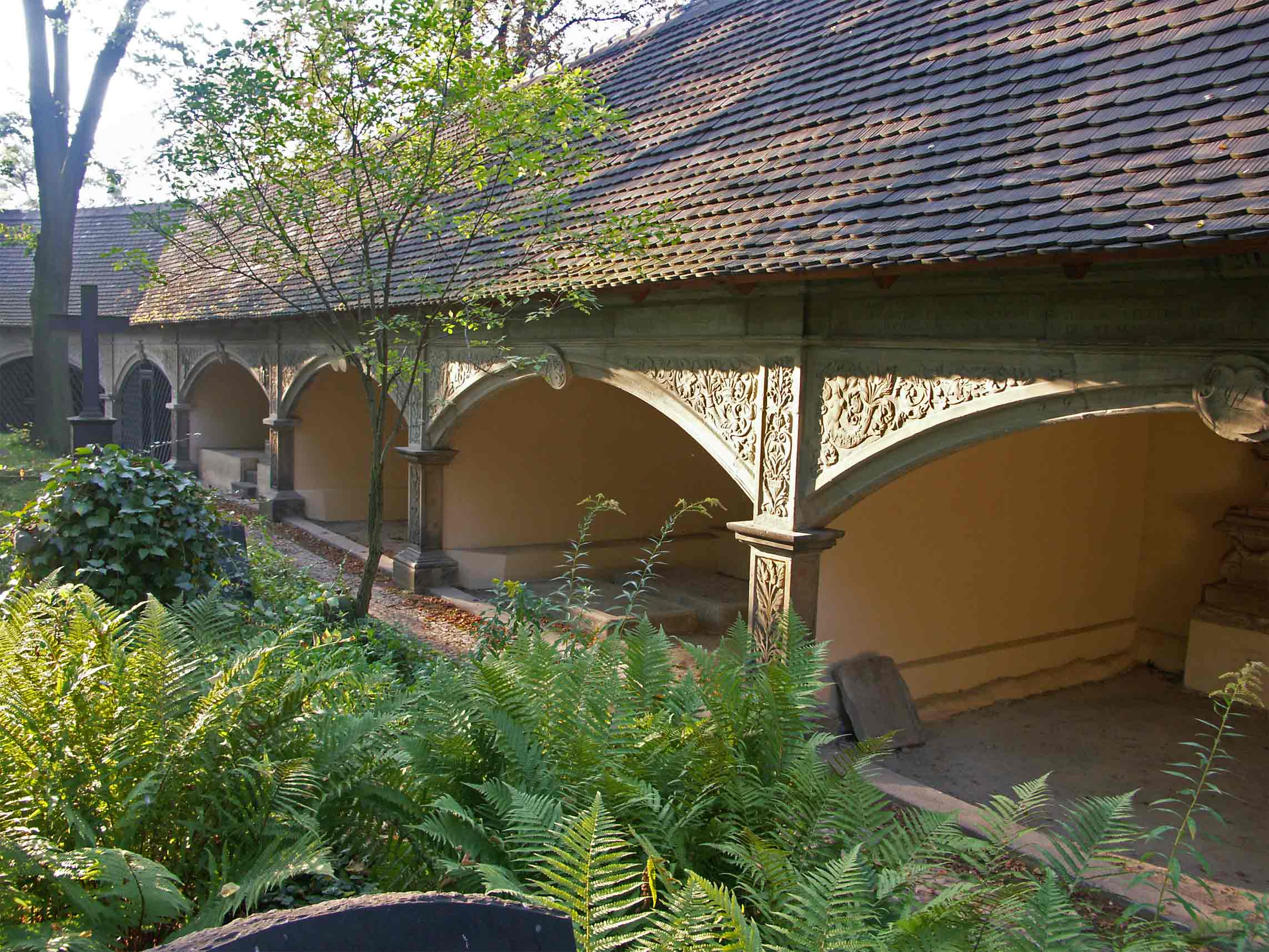
Efterbildning av en Campo santo i Halle an der Saale

Campo santo (it.), "heligt fält" (jfr ty. Gottesacker), italiensk benämning på kyrkogårdar, företrädesvis sådana, som omges av utåt slutna, men inåt genom arkader öppna hallar och som är begravningsplatser för särskilt framstående personer. Det berömda Campo santo i Pisa fulländades 1283 av Giovanni Pisano.
Berömd är den tyska kyrkogården i Vatikanstaten, se Campo Santo Teutonico.